# En Avant de Guingamp 2013-2014
Questa voce raccoglie le informazioni riguardanti l'En Avant de Guingamp nelle competizioni ufficiali della stagione 2013-2014.

## Stagione
La stagione 2013-2014 del Guingamp è l'ottava del club in Ligue 1. Il club, sotto la guida tecnica di Jocelyn Gourvennec, ha ottenuto il 16º posto in campionato, frutto di 11 vittorie, 9 pareggi e 18 sconfitte. In Coupe de la Ligue il club è uscito nel terzo turno, sconfitto in casa dall'Evian. In Coppa di Francia il club rossonero ha superato tutte le fasi ad eliminazione diretta, aggiudicandosi il trofeo nella finale contro il Rennes. La vittoria della Coppa di Francia ha consentito al club di qualificarsi per l'Europa League.

## Maglie e sponsor
| Casa | Trasferta |

## Rosa
| N. |                    | Ruolo | Calciatore               |
| -- | ------------------ | ----- | ------------------------ |
| 1  | Francia (bandiera) | P     | Hugo Guichard            |
| 3  | Francia (bandiera) | D     | Paul Babiloni            |
| 4  | Guinea (bandiera)  | D     | Baïssama Sankoh          |
| 5  | Senegal (bandiera) | C     | Moustapha Diallo         |
| 6  | Francia (bandiera) | D     | Jonathan Martins Pereira |
| 7  | Francia (bandiera) | D     | Dorian Lévêque           |
| 8  | Francia (bandiera) | C     | Claudio Beauvue          |
| 9  | Mali (bandiera)    | A     | Mustapha Yatabaré        |
| 10 | Francia (bandiera) | A     | Cédric Fauré             |
| 11 | Francia (bandiera) | C     | Steeven Langil           |
| 10 | Francia (bandiera) | C     | Younousse Sankharé       |
| 13 | Francia (bandiera) | A     | Christophe Mandanne      |
| 14 | Francia (bandiera) | A     | Ladislas Douniama        |
| 15 | Francia (bandiera) | D     | Jérémy Sorbon            |
| 16 | Camerun (bandiera) | P     | Guy N'dy Assembé         |

| N. |                    | Ruolo | Calciatore              |
| -- | ------------------ | ----- | ----------------------- |
| 17 | Marocco (bandiera) | A     | Rachid Alioui           |
| 18 | Francia (bandiera) | A     | Lionel Mathis           |
| 19 | Francia (bandiera) | D     | Grégory Cerdan          |
| 20 | Francia (bandiera) | C     | Laurent Dos Santos      |
| 21 | Francia (bandiera) | D     | Thierry Argelier        |
| 22 | Francia (bandiera) | D     | Arthur Delalande        |
| 23 | Mali (bandiera)    | A     | Mana Dembélé            |
| 25 | Francia (bandiera) | D     | Reynald Lemaître        |
| 26 | Francia (bandiera) | C     | Thibault Giresse        |
| 27 | Brasile (bandiera) | D     | Mathéus Coradini Vivian |
| 28 | Francia (bandiera) | C     | Fatih Atık              |
| 29 | Francia (bandiera) | D     | Christophe Kerbrat      |
| 30 | Mali (bandiera)    | P     | Mamadou Samassa         |
| 32 | Marocco (bandiera) | C     | Karim Achahbar          |
| 35 | Francia (bandiera) | A     | Julien Bègue            |

## Calciomercato

### Sessione estiva
| Acquisti | Acquisti             | Acquisti     | Acquisti      |
| R.       | Nome                 | da           | Modalità      |
| -------- | -------------------- | ------------ | ------------- |
| C        | Younousse Sankharé   | Digione      | definitivo    |
| D        | Jérémy Sorbon        | Caen         | definitivo    |
| A        | Steeven Langil       | Auxerre      | definitivo    |
| A        | Claudio Beauvue      | Châteauroux  | definitivo    |
| P        | Guy N'dy Assembé     | Nancy        | prestito      |
| C        | Arthur Delalande     | Guingamp 2   | definitivo    |
| D        | Laurent Dos Santos   | Guingamp 2   | definitivo    |
| A        | Mohamed Soly         | Beauvais     | fine prestito |
| P        | Yassine El Kharroubi | Ponferradina | fine prestito |

| Cessioni | Cessioni             | Cessioni               | Cessioni                   |
| R.       | Nome                 | a                      | Modalità                   |
| -------- | -------------------- | ---------------------- | -------------------------- |
| C        | Giannelli Imbula     | Olympique Marsiglia    | definitivo (7,5 milioni €) |
| C        | François Bellugou    | Nancy                  | definitivo                 |
| C        | Charly Charrier      | Luçon                  | definitivo                 |
| P        | Vincent Planté       | Red Star               | definitivo                 |
| D        | Mamadou Camara       | Bastia                 | definitivo                 |
| A        | Mohamed Soly         | PSFK Černomorec Burgas | definitivo                 |
| P        | Yassine El Kharroubi | Maghreb Fès            | definitivo                 |
| D        | Thierry Argelier     | Vannes                 | prestito                   |
| A        | Quentin Rouger       | Rennes 2               | fine prestito              |

### Sessione invernale
| Acquisti | Acquisti     | Acquisti      | Acquisti   |
| R.       | Nome         | da            | Modalità   |
| -------- | ------------ | ------------- | ---------- |
| A        | Mana Dembélé | Clermont Foot | definitivo |

| Cessioni | Cessioni     | Cessioni  | Cessioni   |
| R.       | Nome         | a         | Modalità   |
| -------- | ------------ | --------- | ---------- |
| A        | Cédric Fauré | Charleroi | definitivo |

## Risultati

### Ligue 1

#### Girone di andata
| Arbitro: | Said Ennjimi |

|              |           |                        |
| Yatabaré 74’ | Marcatori | 3’ Gignac 4’ 16’ Payet |

| Arbitro: | Ruddy Buquet |

|             |           |  |
| Lemoine 52’ | Marcatori |  |

| Arbitro: | Stéphane Lannoy |

|                  |           |  |
| Yatabaré 16’ 48’ | Marcatori |  |

| Arbitro: | Benoît Bastien |

|                                |           |  |
| Rabiot 90+1’ Ibrahimović 90+3’ | Marcatori |  |

| Arbitro: | Tony Chapron |

|              |           |            |
| Yatabaré 88’ | Marcatori | 47’ Khazri |

| Arbitro: | Stéphane Jochem |

|                 |           |          |
| de Préville 58’ | Marcatori | 5’ Weber |

| Arbitro: | Fredy Fautrel |

|                                                            |           |             |
| Mandanne 9’ Beauvue 17’ Atık 33’ Sankharé 70’ Langil 90+3’ | Marcatori | 47’ Bakambu |

| Arbitro: | Benoît Millot |

|               |           |  |
| Cvitanich 48’ | Marcatori |  |

| Arbitro: | Lionel Jaffredo |

|                         |           |  |
| Sorbon 47’ Yatabaré 69’ | Marcatori |  |

| Arbitro: | Philippe Kalt |

|             |           |                          |
| Benezet 25’ | Marcatori | 74’ Giresse 78’ Douniama |

| Arbitro: | Wilfried Bien |

|                        |           |           |
| Beauvue 86’ Diallo 90’ | Marcatori | 41’ André |

| Arbitro: | Olivier Thual |

|                         |           |  |
| Lacazette 12’ Gomis 13’ | Marcatori |  |

| Guingamp 9 novembre 2013, ore 20:00 CET | Guingamp     | 0 – 0 referto | Lilla | Stade du Roudourou (13.261 spett.)\| Arbitro: \| Tony Chapron \| |
| Arbitro:                                | Tony Chapron |               |       |                                                                  |

| Arbitro: | Stéphane Jochem |

|             |           |             |
| Cabella 69’ | Marcatori | 77’ Giresse |

| Arbitro: | Benoît Bastien |

|              |           |  |
| Sankharé 63’ | Marcatori |  |

| Arbitro: | Sébastien Desiage |

|  |           |             |
|  | Marcatori | 26’ Faubert |

| Arbitro: | Philippe Kalt |

|             |           |              |
| Doumbia 18’ | Marcatori | 70’ Sankharé |

| Arbitro: | Laurent Duhamel |

|  |           |                        |
|  | Marcatori | 5’ Martial 42’ Kurzawa |

| Tolosa 21 dicembre 2013, ore 20:00 CET | Tolosa        | 0 – 0 referto | Guingamp | Stadium Municipal (13.085 spett.)\| Arbitro: \| Wilfried Bien \| |
| Arbitro:                               | Wilfried Bien |               |          |                                                                  |

#### Girone di ritorno
| Guingamp 11 gennaio 2014, ore 20:00 CET | Guingamp        | 0 – 0 referto | Saint-Étienne | Stade du Roudourou (13.539 spett.)\| Arbitro: \| Stéphane Jochem \| |
| Arbitro:                                | Stéphane Jochem |               |               |                                                                     |

| Arbitro: | Antony Gautier |

|                              |           |  |
| Jouffre 8’ Monnet-Paquet 12’ | Marcatori |  |

| Arbitro: | Said Ennjimi |

|              |           |          |
| Yatabaré 84’ | Marcatori | 87’ Alex |

| Arbitro: | Nicolas Rainville |

|                                    |           |                |
| Ba 53’ Squillaci 82’ Boudebouz 88’ | Marcatori | 50’ 55’ Alioui |

| Arbitro: | Amaury Delerue |

|           |           |                      |
| Weber 62’ | Marcatori | 69’ Fortes 72’ Ayité |

| Arbitro: | Philippe Kalt |

|           |           |  |
| Sunzu 84’ | Marcatori |  |

| Arbitro: | Mikael Lesage |

|                |           |  |
| Yatabaré 90+3’ | Marcatori |  |

| Arbitro: | Alexandre Casto |

|  |           |                            |
|  | Marcatori | 39’ Giresse 90+4’ Yatabaré |

| Arbitro: | Benoît Millot |

|  |           |            |
|  | Marcatori | 49’ Cambon |

| Arbitro: | Ruddy Buquet |

|          |           |                          |
| Lasne 8’ | Marcatori | 13’ Yatabaré 74’ Beauvue |

| Arbitro: | Laurent Duhamel |

|  |           |           |
|  | Marcatori | 46’ Gomis |

| Arbitro: | Wilfried Bien |

|             |           |  |
| Kalou 90+2’ | Marcatori |  |

| Arbitro: | Benoît Bastien |

|              |           |                          |
| Yatabaré 61’ | Marcatori | 25’ Sorbon 27’ Stambouli |

| Arbitro: | Olivier Thual |

|          |           |  |
| Gakpé 4’ | Marcatori |  |

| Arbitro: | Philippe Kalt |

|                                         |           |            |
| Diabaté 8’ 20’ 26’ Jussiê 48’ Rolán 68’ | Marcatori | Diallo 29’ |

| Arbitro: | Ruddy Buquet |

|             |           |  |
| Beauvue 61’ | Marcatori |  |

| Arbitro: | Stéphane Lannoy |

|              |           |          |
| Berbatov 77’ | Marcatori | 85’ Atık |

| Arbitro: | Clément Turpin |

|                         |           |  |
| Beauvue 5’ Yatabaré 14’ | Marcatori |  |

| Arbitro: | Amaury Delerue |

|          |           |  |
| Ayew 52’ | Marcatori |  |

### Coppa di Francia
| Arbitro: | Clément Turpin |

|  |           |                          |
|  | Marcatori | 10’ Beauvue 30’ Yatabaré |

| Arbitro: | Fredy Fautrel |

|                |           |                                |
| Gargam 83’ 99’ | Marcatori | 64’ 103’ Yatabaré 104’ Beauvue |

| Arbitro: | Antony Gautier |

|  |           |                       |
|  | Marcatori | 40’ Cerdan 57’ Diallo |

| Arbitro: | Clément Turpin |

|  |           |                  |
|  | Marcatori | 71’ 83’ Yatabaré |

| Arbitro: | Antony Gautier |

|                            |           |              |
| Yatabaré 6’ 117’ Atık 112’ | Marcatori | 36’ Berbatov |

| Arbitro: | Tony Chapron |

|  |           |                                  |
|  | Marcatori | 37’ Martins Pereira 46’ Yatabaré |

### Coupe de la Ligue
| Arbitro: | Mikael Lesage |

|              |           |                       |
| Yatabaré 25’ | Marcatori | 56’ Sougou 68’ Cambon |

## Statistiche

### Statistiche di squadra
| Competizione      | Punti | In casa | In casa | In casa | In casa | In casa | In casa | In trasferta | In trasferta | In trasferta | In trasferta | In trasferta | In trasferta | Totale | Totale | Totale | Totale | Totale | Totale | DR  |
| Competizione      | Punti | G       | V       | N       | P       | Gf      | Gs      | G            | V            | N            | P            | Gf           | Gs           | G      | V      | N      | P      | Gf     | Gs     | DR  |
| ----------------- | ----- | ------- | ------- | ------- | ------- | ------- | ------- | ------------ | ------------ | ------------ | ------------ | ------------ | ------------ | ------ | ------ | ------ | ------ | ------ | ------ | --- |
| Ligue 1           | 42    | 19      | 8       | 4       | 7       | 22      | 17      | 19           | 3            | 5            | 11           | 12           | 25           | 38     | 11     | 9      | 18     | 34     | 42     | -8  |
| Coppa di Francia  | -     | 1       | 1       | 0       | 0       | 3       | 1       | 5            | 5            | 0            | 0            | 11           | 2            | 6      | 6      | 0      | 0      | 14     | 3      | +11 |
| Coupe de la Ligue | -     | 0       | 0       | 0       | 0       | 0       | 0       | 1            | 0            | 0            | 1            | 1            | 2            | 1      | 0      | 0      | 1      | 1      | 2      | -1  |
| Totale            | 42    | 20      | 9       | 4       | 7       | 25      | 18      | 25           | 8            | 5            | 12           | 24           | 29           | 45     | 17     | 9      | 19     | 49     | 47     | +2  |

### Statistiche dei giocatori
In corsivo i giocatori che hanno lasciato la squadra durante la stagione. 
| Giocatore          | Ligue 1  | Ligue 1 | Ligue 1     | Ligue 1    | Coppa di Francia | Coppa di Francia | Coppa di Francia | Coppa di Francia | Coupe de la Ligue | Coupe de la Ligue | Coupe de la Ligue | Coupe de la Ligue | Totale   | Totale | Totale      | Totale     |
| Giocatore          | Presenze | Reti    | Ammonizioni | Espulsioni | Presenze         | Reti             | Ammonizioni      | Espulsioni       | Presenze          | Reti              | Ammonizioni       | Espulsioni        | Presenze | Reti   | Ammonizioni | Espulsioni |
| ------------------ | -------- | ------- | ----------- | ---------- | ---------------- | ---------------- | ---------------- | ---------------- | ----------------- | ----------------- | ----------------- | ----------------- | -------- | ------ | ----------- | ---------- |
| H. Guichard        | 0        | 0       | 0           | 0          | 0                | 0                | 0                | 0                | 0                 | 0                 | 0                 | 0                 | 0        | 0      | 0           | 0          |
| P. Babiloni        | 0        | 0       | 0           | 0          | 0                | 0                | 0                | 0                | 0                 | 0                 | 0                 | 0                 | 0        | 0      | 0           | 0          |
| B. Sankoh          | 11       | 0       | 0           | 0          | 1                | 0                | 0                | 0                | 0                 | 0                 | 0                 | 0                 | 12       | 0      | 0           | 0          |
| M. Diallo          | 30       | 2       | 9           | 2          | 5                | 1                | 2                | 0                | 1                 | 0                 | 0                 | 0                 | 36       | 3      | 11          | 2          |
| J. Martins Pereira | 25       | 0       | 9           | 1          | 5                | 1                | 1                | 0                | 1                 | 0                 | 1                 | 0                 | 31       | 1      | 11          | 1          |
| D. Lévêque         | 18       | 0       | 1           | 0          | 3                | 0                | 0                | 0                | 1                 | 0                 | 1                 | 0                 | 22       | 0      | 2           | 0          |
| C. Beauvue         | 36       | 5       | 2           | 1          | 5                | 2                | 0                | 0                | 1                 | 0                 | 0                 | 0                 | 42       | 7      | 2           | 1          |
| M. Yatabaré        | 31       | 11      | 5           | 0          | 6                | 8                | 1                | 0                | 1                 | 1                 | 0                 | 0                 | 38       | 20     | 6           | 0          |
| C. Fauré           | 4        | 0       | 0           | 0          | 2                | 0                | 0                | 0                | 0                 | 0                 | 0                 | 0                 | 6        | 0      | 0           | 0          |
| Y. Sankharé        | 36       | 3       | 11          | 0          | 3                | 0                | 0                | 0                | 1                 | 0                 | 0                 | 0                 | 40       | 3      | 11          | 0          |
| S. Langil          | 21       | 1       | 0           | 0          | 4                | 0                | 0                | 0                | 1                 | 0                 | 0                 | 0                 | 26       | 1      | 0           | 0          |
| C. Mandanne        | 28       | 1       | 5           | 0          | 4                | 0                | 0                | 0                | 0                 | 0                 | 0                 | 0                 | 32       | 1      | 5           | 0          |
| L. Douniama        | 16       | 1       | 0           | 0          | 3                | 0                | 1                | 0                | 1                 | 0                 | 0                 | 0                 | 20       | 1      | 1           | 0          |
| J. Sorbon          | 37       | 1       | 4           | 0          | 5                | 0                | 0                | 0                | 1                 | 0                 | 1                 | 0                 | 43       | 1      | 5           | 0          |
| G. N'dy Assembé    | 19       | -20     | 0           | 0          | 0                | 0                | 0                | 0                | 1                 | -2                | 0                 | 0                 | 20       | -22    | 0           | 0          |
| R. Alioui          | 16       | 2       | 0           | 0          | 3                | 0                | 0                | 0                | 1                 | 0                 | 0                 | 0                 | 20       | 2      | 0           | 0          |
| L. Mathis          | 31       | 0       | 6           | 1          | 4                | 0                | 0                | 0                | 1                 | 0                 | 0                 | 0                 | 36       | 0      | 6           | 1          |
| G. Cerdan          | 4        | 0       | 1           | 0          | 1                | 1                | 0                | 0                | 0                 | 0                 | 0                 | 0                 | 5        | 1      | 1           | 0          |
| L. Dos Santos      | 15       | 0       | 1           | 0          | 4                | 0                | 2                | 0                | 0                 | 0                 | 0                 | 0                 | 19       | 0      | 3           | 0          |
| T. Argelier        | 0        | 0       | 0           | 0          | 0                | 0                | 0                | 0                | 0                 | 0                 | 0                 | 0                 | 0        | 0      | 0           | 0          |
| A. Deladande       | 0        | 0       | 0           | 0          | 0                | 0                | 0                | 0                | 0                 | 0                 | 0                 | 0                 | 0        | 0      | 0           | 0          |
| M. Dembélé         | 10       | 0       | 1           | 0          | 1                | 0                | 0                | 0                | 0                 | 0                 | 0                 | 0                 | 11       | 0      | 1           | 0          |
| R. Lemaître        | 22       | 0       | 3           | 0          | 0                | 0                | 0                | 0                | 0                 | 0                 | 0                 | 0                 | 22       | 0      | 3           | 0          |
| T. Giresse         | 30       | 3       | 0           | 0          | 5                | 0                | 0                | 0                | 1                 | 0                 | 0                 | 0                 | 36       | 3      | 0           | 0          |
| M. C. Vivian       | 1        | 0       | 0           | 0          | 0                | 0                | 0                | 0                | 1                 | 0                 | 0                 | 0                 | 2        | 0      | 0           | 0          |
| F. Atık            | 28       | 2       | 3           | 0          | 5                | 1                | 0                | 0                | 0                 | 0                 | 0                 | 0                 | 33       | 3      | 3           | 0          |
| C. Kerbrat         | 36       | 0       | 4           | 0          | 6                | 0                | 1                | 0                | 0                 | 0                 | 0                 | 0                 | 42       | 0      | 5           | 0          |
| M. Samassa         | 19       | -22     | 0           | 0          | 6                | -3               | 0                | 0                | 0                 | 0                 | 0                 | 0                 | 25       | -25    | 0           | 0          |
| K. Achahbar        | 0        | 0       | 0           | 0          | 1                | 0                | 0                | 0                | 0                 | 0                 | 0                 | 0                 | 1        | 0      | 0           | 0          |
| J. Bègue           | 1        | 0       | 0           | 0          | 0                | 0                | 0                | 0                | 0                 | 0                 | 0                 | 0                 | 1        | 0      | 0           | 0          |